# Chomelia
Chomelia é um género botânico pertencente à família Rubiaceae.